# Fritz Fabricius
Fritz Fabricius (* 18. Mai 1919 in Fedderwardergroden; † 24. Februar 2004 in Hattingen) war ein deutscher Offizier in der Kriegsmarine und der Luftwaffe der Wehrmacht, Rechtswissenschaftler und Autor juristischer Fachbücher.

## Leben
Fabricius trat am 9. Oktober 1937 in die Kriegsmarine ein und wechselte im April 1940 zur Luftwaffe. Dort erhielt er am 1. Mai 1940 die Beförderung zum Leutnant und diente in der 1. Staffel der Bordflieger-Gruppe 196, die mit ihren Arado Ar 196 Seeflugzeugen, die Bordfliegerkommandos der Großkampfschiffe der Kriegsmarine stellte. So tat er vom 1. April bis zum 17. April Dienst auf der Bismarck und anschließend bis zum 10. Mai 1943 auf dem Schweren Kreuzer Lützow. Nachdem ihn am 1. April 1942 die Beförderung zum Oberleutnant erreicht hatte, wechselte er im Juli 1943 zur Kriegsmarine und nahm eine Ausbildung zum U-Bootfahrer auf. Anschließend war er vom 21. Juli bis zum 30. September 1944 Kommandant von U 637 und wurde am 1. Januar 1945 zum Kapitänleutnant befördert. Nach der bedingungslosen Kapitulation der Wehrmacht am 8. Mai 1945 ging er in Kriegsgefangenschaft.
Anschließend studierte er an der Universität Münster Jura und graduierte 1952 zum Dr. jur. Von 1956 bis 1961 wirkte er als Assistenzprofessor und von 1961 bis 1964 als Dozent in Münster. Ab 1964 übernahm er eine Professur an der Ruhr-Universität Bochum und gründete dort 1987 zusammen mit Peter J. Tettinger, Uwe Hüffer und Knut Ipsen das Institut für Berg- und Energierecht. Weiterhin ist er Autor und Mitautor juristischer Fachbücher.

## Veröffentlichungen (Auswahl)
- Leistungsstörungen im Arbeitsverhältnis – Eine Grundlagenstudie, Verlag J.C.B. Mohr, Tübingen 1970 ISBN
- Grundbegriffe des Handels- und Gesellschaftsrechts – Eine Einführung an Hand von Fällen, Kohlhammer Verlag, Stuttgart 1971 ISBN
- Gesellschaftsrechtliche Unternehmensverbindungen und Arbeitgeberbegriff in der betrieblichen Krankenversicherung, Verlag Luchterhand, Neuwied 1971 ISBN
- Der Rechtsfall im Privatrecht – Eine Anleitung zur Lösung von Zivilrechtsfällen mit Musterlösungen, Kohlhammer Verlag, Stuttgart 1972 ISBN
- Marktwirtschaft und Mitbestimmung, Verlag Luchterhand, 1977
- Unternehmensrechtsreform und Mitbestimmung in einer sozialen Marktwirtschaft: Rechtstheoretische Grundlagen, Kohlhammer Verlag, 1982 ISBN 978-3170076594